# Écully
Écully est une commune française de la métropole de Lyon, en région Auvergne-Rhône-Alpes.
Commune aisée, elle abrite l'École centrale de Lyon et l'Institut Paul-Bocuse, et elle accueillait jusqu'en 2024 l'EM Lyon Business School.

## Géographie

### Situation géographique
Écully est située en banlieue ouest de Lyon, dont elle est une commune limitrophe.

### Communes limitrophes
|                         | Dardilly            | Champagne-au-Mont-d'Or    |
| Charbonnières-les-Bains | Écully              | 9e arrondissement de Lyon |
|                         | Tassin-la-Demi-Lune |                           |

### Topographie
L'altitude moyenne d'Écully est de 240 mètres, comprise entre 180 et 305 mètres dans les monts du Lyonnais.

#### Sismicité
La commune est dans une zone d'aléa sismique faible, selon le programme national de prévention du risque sismique, le Plan Séisme, datant du 21 novembre 2005.

#### Hydrographie
Le territoire est arrosé par deux principaux cours d'eau :
- le ruisseau des Gorges : celui-ci, après avoir parcouru la commune de Champagne-au-Mont-d'Or, longe pendant 3 km environ le territoire de la commune d'Écully, qu'il sépare du 9e arrondissement de Lyon ;
- le ruisseau des Planches, appelé autrefois la rivière des Arcs. Il prend sa source sur le territoire de Dardilly, sert de limite entre Écully et Dardilly sur une grande étendue. Ce dernier reçoit lui-même les ruisseaux de Serres, de Trouillat et de Chalin.

Les deux ruisseaux se réunissent en ruisseau d'Écully qui se jette dans la Saône. Sa dernière partie, située sur le 9e arrondissement de Lyon, a été recouverte et correspond à la rue de La Corderie.
On relève en outre de nombreuses sources ou fontaines.

### Climat
Pour des articles plus généraux, voir Climat d'Auvergne-Rhône-Alpes et Climat du Rhône.
En 2010, le climat de la commune est de type climat océanique dégradé des plaines du Centre et du Nord, selon une étude du Centre national de la recherche scientifique s'appuyant sur une série de données couvrant la période 1971-2000. En 2020, Météo-France publie une typologie des climats de la France métropolitaine dans laquelle la commune est dans une zone de transition entre le climat semi-continental et le climat de montagne et est dans la région climatique  Nord-est du Massif Central, caractérisée par une pluviométrie annuelle de 800 à 1 200 mm, bien répartie dans l’année. 
Pour la période 1971-2000, la température annuelle moyenne est de 11,8 °C, avec une amplitude thermique annuelle de 17,9 °C. Le cumul annuel moyen de précipitations est de 793 mm, avec 8,7 jours de précipitations en janvier et 6,4 jours en juillet. Pour la période 1991-2020, la température moyenne annuelle observée sur la station météorologique de Météo-France la plus proche, « Brindas », sur la commune de Brindas à 9 km à vol d'oiseau, est de 12,2 °C et le cumul annuel moyen de précipitations est de 717,6 mm,. Pour l'avenir, les paramètres climatiques de la commune estimés pour 2050 selon différents scénarios d'émission de gaz à effet de serre sont consultables sur un site dédié publié par Météo-France en novembre 2022.
| Mois                                  | jan.           | fév.           | mars           | avril         | mai           | juin          | jui.          | août         | sep.          | oct.          | nov.          | déc.           | année      |
| ------------------------------------- | -------------- | -------------- | -------------- | ------------- | ------------- | ------------- | ------------- | ------------ | ------------- | ------------- | ------------- | -------------- | ---------- |
| Température minimale moyenne (°C)     | 0,5            | 0,5            | 3,2            | 6,2           | 9,6           | 13,3          | 15,6          | 14,6         | 11,6          | 8,4           | 4,2           | 0,9            | 7,4        |
| Température moyenne (°C)              | 3,7            | 4,4            | 8              | 11,8          | 15,1          | 19,4          | 21,8          | 20,7         | 17,3          | 12,9          | 7,7           | 4,2            | 12,2       |
| Température maximale moyenne (°C)     | 6,8            | 8,3            | 12,8           | 17,3          | 20,7          | 25,6          | 28            | 26,9         | 23            | 17,5          | 11,3          | 7,4            | 17,1       |
| Record de froid (°C) date du record   | −10,5 12.01.09 | −14,1 05.02.12 | −11,4 01.03.05 | −4,7 08.04.21 | 0,2 17.05.12  | 5,1 08.06.19  | 9,2 31.07.11  | 7,2 27.08.11 | 2,8 27.09.10  | −3,5 30.10.12 | −6,6 28.11.13 | −10,8 30.12.05 | −14,1 2012 |
| Record de chaleur (°C) date du record | 17,8 30.01.13  | 20,5 18.02.22  | 24,3 31.03.21  | 27,9 23.04.07 | 34,1 24.05.09 | 37,4 27.06.19 | 39,6 07.07.15 | 41 24.08.23  | 33,8 04.09.23 | 29,7 02.10.23 | 21,1 20.11.09 | 18,5 31.12.22  | 41 2023    |
| Précipitations (mm)                   | 44,9           | 37             | 42,2           | 65,8          | 71,9          | 67,8          | 66,1          | 62,6         | 54,9          | 76,2          | 81,1          | 47,1           | 717,6      |

## Urbanisme

### Typologie
Au 1er janvier 2024, Écully est catégorisée grand centre urbain, selon la nouvelle grille communale de densité à sept niveaux définie par l'Insee en 2022.
Elle appartient à l'unité urbaine de Lyon, une agglomération inter-départementale regroupant 123  communes, dont elle est une commune de la banlieue,,. Par ailleurs la commune fait partie de l'aire d'attraction de Lyon, dont elle est une commune du pôle principal,. Cette aire, qui regroupe 397 communes, est catégorisée dans les aires de 700 000 habitants ou plus (hors Paris),.

### Occupation des sols
L'occupation des sols de la commune, telle qu'elle ressort de la base de données européenne d’occupation biophysique des sols Corine Land Cover (CLC), est marquée par l'importance des territoires artificialisés (97 % en 2018), en augmentation par rapport à 1990 (80,1 %). La répartition détaillée en 2018 est la suivante : 
zones urbanisées (72,3 %), espaces verts artificialisés, non agricoles (13,8 %), zones industrielles ou commerciales et réseaux de communication (10,9 %), zones agricoles hétérogènes (3 %). L'évolution de l’occupation des sols de la commune et de ses infrastructures peut être observée sur les différentes représentations cartographiques du territoire : la carte de Cassini (XVIIIe siècle), la carte d'état-major (1820-1866) et les cartes ou photos aériennes de l'IGN pour la période actuelle (1950 à aujourd'hui).

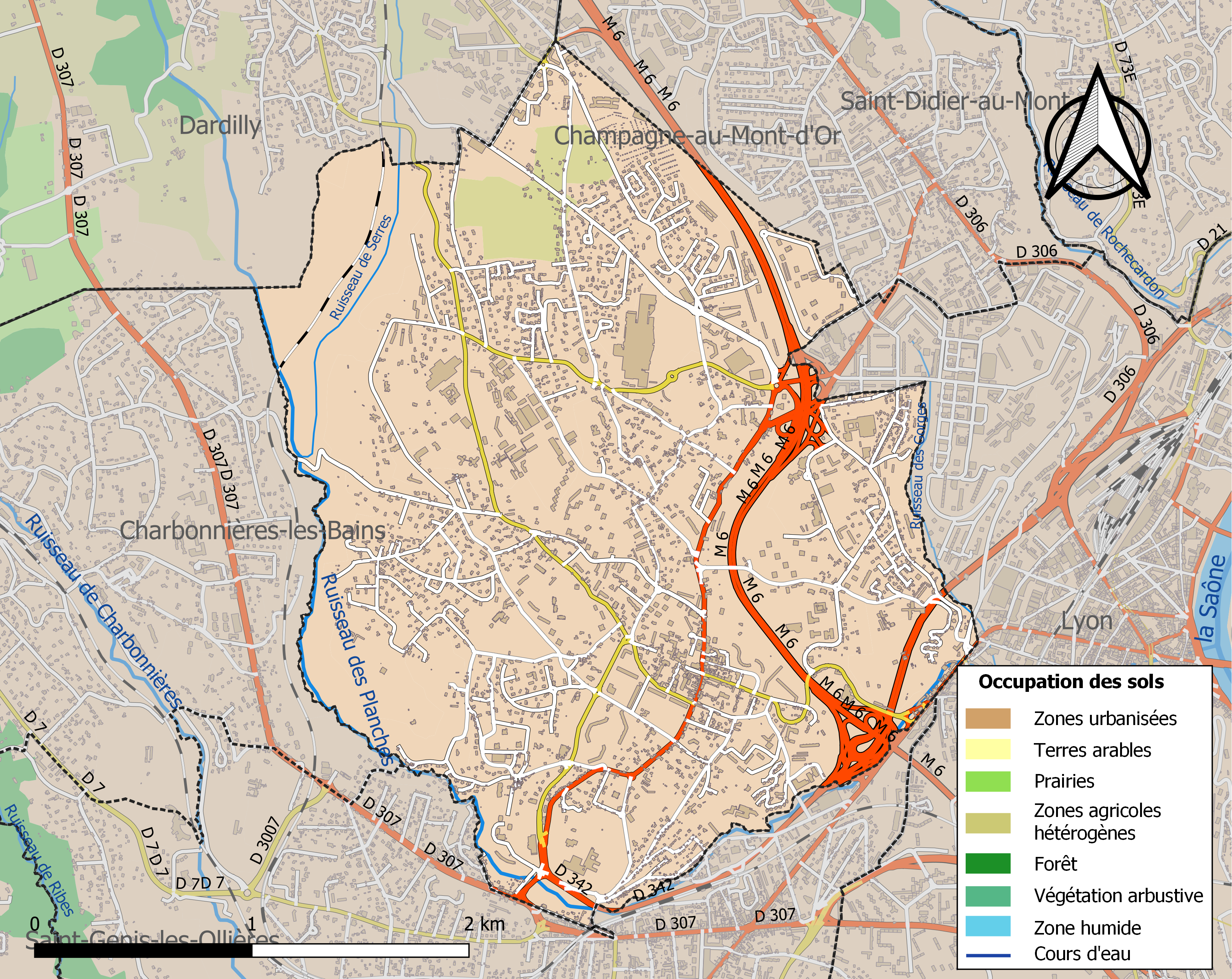
Carte des infrastructures et de l'occupation des sols de la commune en 2018 (CLC).

## Voies de communication et transports

### Infrastructure routière
La ville est traversée par la A6, l'« autoroute du Soleil », accessible par la sortie no 35. L'autoroute traverse la commune, venant de Dardilly au nord pour rejoindre l'échangeur du Valvert au sud (limites du 9e arrondissement de Lyon et de Tassin-la-Demi-Lune). Un échangeur autoroutier est présent sur la commune desservant le quartier du Pérollier, Champagne-au-Mont-d'Or et le quartier de la Duchère de Lyon. Sa construction a eu lieu au cours des années 1960.

### Transports ferroviaires

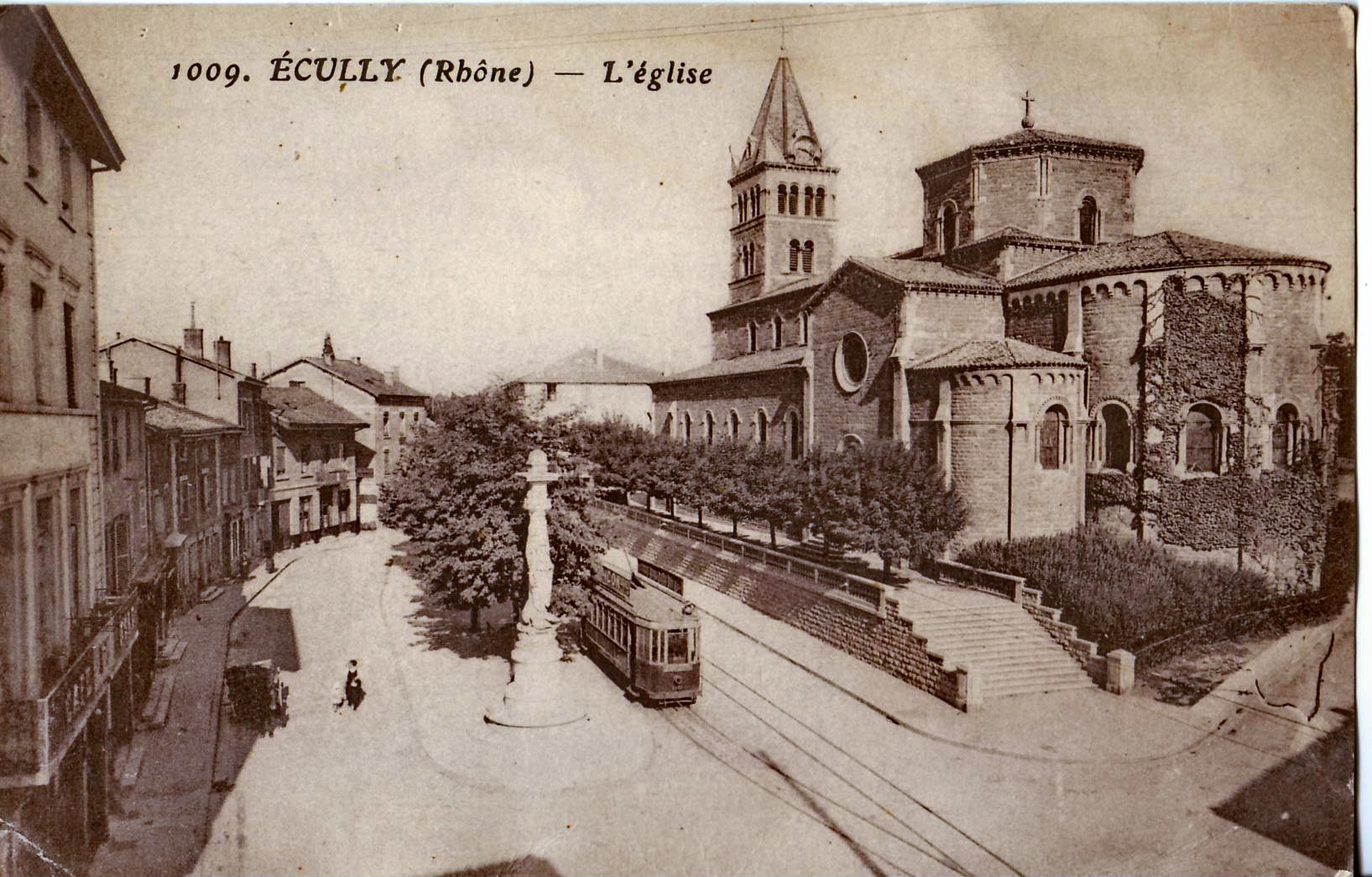
Un tramway de la ligne Pont-Mouton - Écully devant l'église du bourg.
Cette ligne, créée par la Société du Tramway d'Écully en 1894, reprise par l'OTL sous l'indice 19 en 1899, a été exploitée jusqu'en 1938.

Écully est traversée par une voie ferrée créée par la compagnie des  Compagnie des Dombes et des chemins de Fer du Sud-Est  et possède une gare, Écully - La-Demi-Lune, en référence aux deux communes de Tassin-la-Demi-Lune et d'Écully. Cette gare a été ouverte en 1876 et la ligne électrifiée en 1954. Elle a été rénovée en 2009 dans le cadre d'un projet de modernisation du réseau de l'Ouest lyonnais et de l'arrivée du Tram-train de l'Ouest lyonnais.
En 1894, la Société du Tramway d'Écully (STE) fondée par monsieur Claude Gindre, exploite un tramway reliant la commune au Pont Mouton à Vaise. La compagnie OTL (Omnibus, tramways de Lyon) reprend les actifs de la STE et exploite la ligne sous le numéro 19. Le tramway est remplacé en 1938 par un trolleybus.

### Transports urbains
La commune est desservie par les bus des Transports en commun lyonnais.
- Ligne 3 : Gorge de Loup – Écully - Dardilly Le Jubin - Limonest le Puy d'or ;
- Ligne 5 : Pont Mouton - Tassin - Charbonnières les Verrières ;
- Ligne C6 : Gare Part-Dieu - Le Pérollier ;
- Ligne C6E : Gare de Vaise - Campus Lyon Ouest ;
- Ligne C14 : Les Sources - Gare de Vaise - Terreaux - Jean Macé ;
- Ligne 19 : Hôtel de Ville - Gorge de Loup - Écully - Le Pérollier ;
- Ligne 55 : Perrache - Campus Lyon Ouest ;
- Ligne 89 : Gare de Vaise - Le Pérollier - Porte de Lyon ;
- S15 : Écully Le Trouillat - Les Sources ;
- PLEINE LUNE 3 : Hôtel de Ville - Écully Grandes Écoles (tous les jeudis, vendredis et samedis soir à 1 h, 2 h, 3 h et 4 h du matin).

## Toponymie
La localité d'Écully était primitivement couverte d'une forêt de chênes, soit en latin Aesculus. Déformé en Esculiacus, le nom de la commune connaîtra plusieurs transformations : Excolliacus, Escullieu, Escully, Ecuilly.

## Héraldique
| Blason d'Écully | Le blasonnement d'Écully est : Parti : au premier d'argent au chêne de sinople posé sur un mont du même, au second de gueules au griffon d'or. Le timbre de la ville est : Une couronne murale à trois créneaux d'argent. Enfin, la devise est « Semper Virescens », soit en français « Toujours Verdoyant ». |  |

Les armes d'Écully datent probablement de 1892. La partie de gauche fait référence à l'origine étymologique d'Écully, ce sont donc des armes parlantes, tandis que la partie de droite reprend le blason des chanoines, comtes de Lyon, qui administraient Écully sous l'Ancien Régime.

## Histoire

### Traces de présence humaine préhistorique
Le territoire où s'implantera Écully, à l'origine couvert d'une immense forêt, est à l'époque préhistorique un lieu, sinon d'habitation prolongée, du moins de passage d’êtres humains. En effet, lors du creusement d'une tranchée en 1860 pour l'ouverture du chemin des Tilleuls, un silo, rempli de cendres et d'ossements calcinés de corps humains a été découvert ainsi que, non loin, plusieurs haches en pierre polie, des débris de poterie et une pierre creusée en forme de bassin ou de mortier. Des silex taillés ont été trouvés dans le bois de Serres.

### Les grands travaux de la période romaine
Le développement de la colonie romaine de Lugdunum, devenue la capitale des Gaules, exige la construction de grandes voies rayonnant dans les différentes parties de la Gaule. Construites par Marcus Vipsanius Agrippa, deux d'entre elles traversent Écully, celle qui rejoint Roanne et celle qui, passant par Vaise, se dirige vers Mâcon et au-delà : Via Agrippa (Saintes-Lyon).

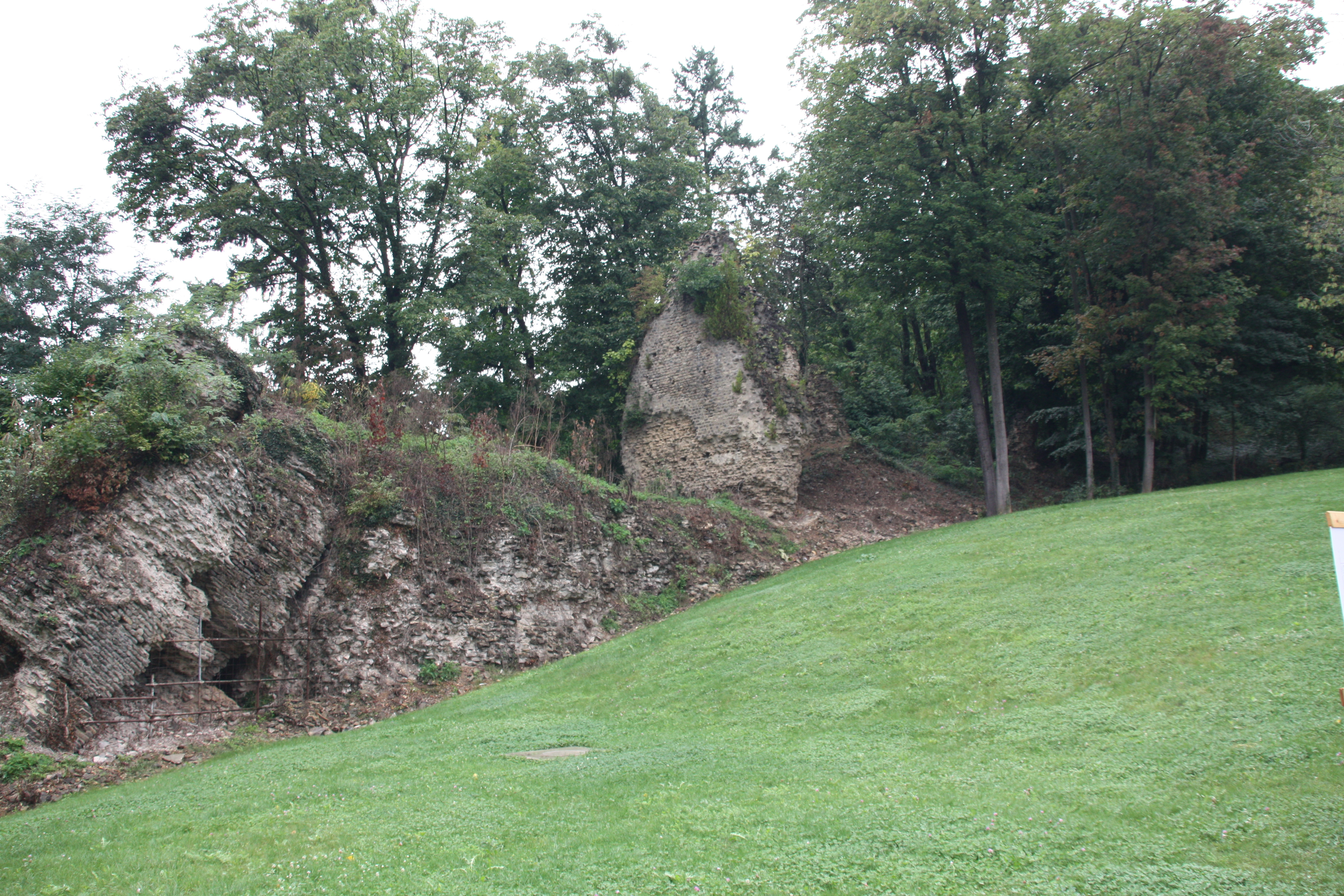
Pont-siphon des Planches.

La colonie romaine a également besoin d'approvisionnement massif en eau. Les aqueducs qui l'amènent du Mont d'Or et de la Brevenne, traversaient Écully. Le premier qui partait de la source des Gambins aboutissait au hameau de la Sauvegarde, au lieu-dit Tartre et de là un tuyau menait l'eau plus loin. L'aqueduc de Brévenne arrivait sur le territoire d'Écully au niveau du chemin des grandes terres. Au lieu-dit le Rafour, commençait probablement le siphon qui par un pont, aux deux rangs d'arches superposés et de dimensions considérables (200 m environ de longueur, 8,15 m de largeur, avec une hauteur du tablier au-dessus du ruisseau de 22 m) traversait le vallon de Grange-Blanche et aboutissait au rampant et réservoir de fuite des Massues à Tassin-la-Demi-Lune.
Les vestiges de ces aqueducs ont pratiquement disparu, détruits ou écroulés (lors du tremblement de terre de 803 ou de glissements de terrain) mais sur le territoire d'Écully, les restes de quatre piliers existent toujours dans le fond du vallon traversé par le ruisseau des Planches sur l'ancienne propriété Récamier-Laporte. La présence de tels aqueducs attirait à proximité, des villas ou des villages gallo-romains.
Il semble qu’au quartier de la Sauvegarde se soit élevé un village ou tout au moins une villa spacieuse avec d’importantes dépendances. Un atelier de fabrication de briques est aussi cité.•
La découverte, le long de la montée de Balmont, de fosses remplies d'ossements, d'armes et de monnaies de la fin du IIe siècle, a fait émettre l'hypothèse que le champ de bataille où, en l'année 197 après  Jésus-Christ, les armées de Clodius Albinus et de Septime Sévère s'affrontèrent, comprenait une portion du territoire d'Écully.
Une inscription funéraire chrétienne du IVe siècle se trouve sur le porche de l'église.

### Le poids de l'appartenance à la juridiction du Chapitre de Saint-Jean de Lyon au Moyen Âge
Le nom de la commune apparait pour la première fois en 980 dans un document d'un cartulaire de l'abbaye de Savigny : un certain Vuido et sa femme Rotildis, vraisemblablement d’origine burgonde, donnent à l'abbaye trois enclos ou curtils de jardins, vignes et vergers, cultivés par des tenanciers, in fine de Excoliaco villa c'est-à-dire à la limite du domaine d'Écully.
Limitrophes de ce domaine, des terres sont citées comme étant la propriété de plusieurs églises de Lyon. Au cours du Moyen Âge en effet, ces seigneurs ecclésiastiques, l'archevêque de Lyon et son chapitre en premier lieu, mais aussi l'abbé d'Ainay, de Savigny, les chanoines de Saint-Just, l'église Saint-Paul, agrandissent, échangent, donnent leurs possessions d'Écully.
A Lyon, la puissance politique et financière du clergé provoque l'opposition des bourgeois de la ville et une situation de guerre civile. Le cloître Saint-Jean est occupé par les bourgeois, celui de Saint-Just est assiégé et le 29 novembre 1269, une centaine de bourgeois lyonnais et de membres des corporations se ruent sur le village d'Écully et aux cris de Lion le Melhor mettent le feu à l’église où s’était réfugiée la population. Cette attaque fera plus de 100 morts. D'autres villages dont les habitants, comme ceux d’Écully, étaient sujets du Chapitre de Lyon, furent pareillement attaqués.
Après cette tragédie, l'église incendiée qui, selon la tradition, se trouvait à l'angle sud des chemins d'Écully à la Demi-Lune (aujourd'hui rue Terver) et du Randin, et le village primitif développé autour sont déplacés. La nouvelle église se dresse sur un tertre, au treyve de Marlieu (peut-être place Charles de Gaulle), à 300 mètres au nord des ruines de la chapelle incendiée.
L'autorité du Chapitre de Lyon sur la juridiction d'Écully s'exerce enfin par son administration de la maladrerie ou léproserie située sur son territoire de Balmont à la limite de Vaise.
Les relations d'Écully et de Lyon semblent rester difficiles : au XIIIe siècle, Écully (alors Esculeu) figure parmi les paroisses qui n'ont pas payé leur cotisation due à une œuvre d'utilité publique, la construction d'un pont sur le Rhône. Aussi on ne s'étonne pas qu'au moment où le Lyonnais est rattaché à la couronne de France, Écully soit au nombre des villages ayant donné leur adhésion à cette annexion. Durant la guerre de Cent Ans et même après, les obligations infligées par le Consulat lyonnais, le Chapitre de Lyon ou le représentant du Roi aux villages voisins de participer à la défense de la ville sont refusées par les habitants d'Écully.

### La prospérité et les mutations à l'époque de la Renaissance

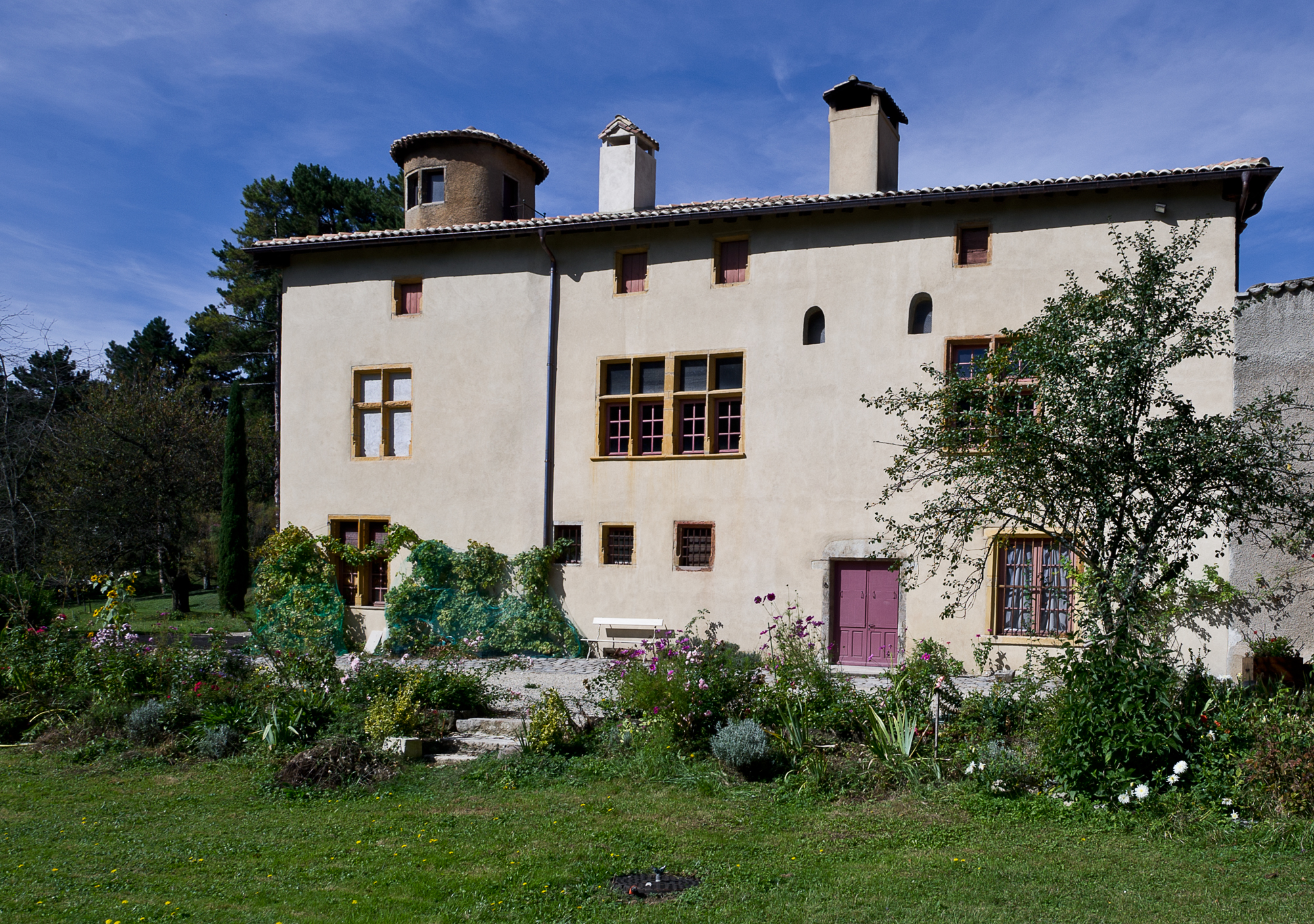
Écully, manoir de la Greysoliere

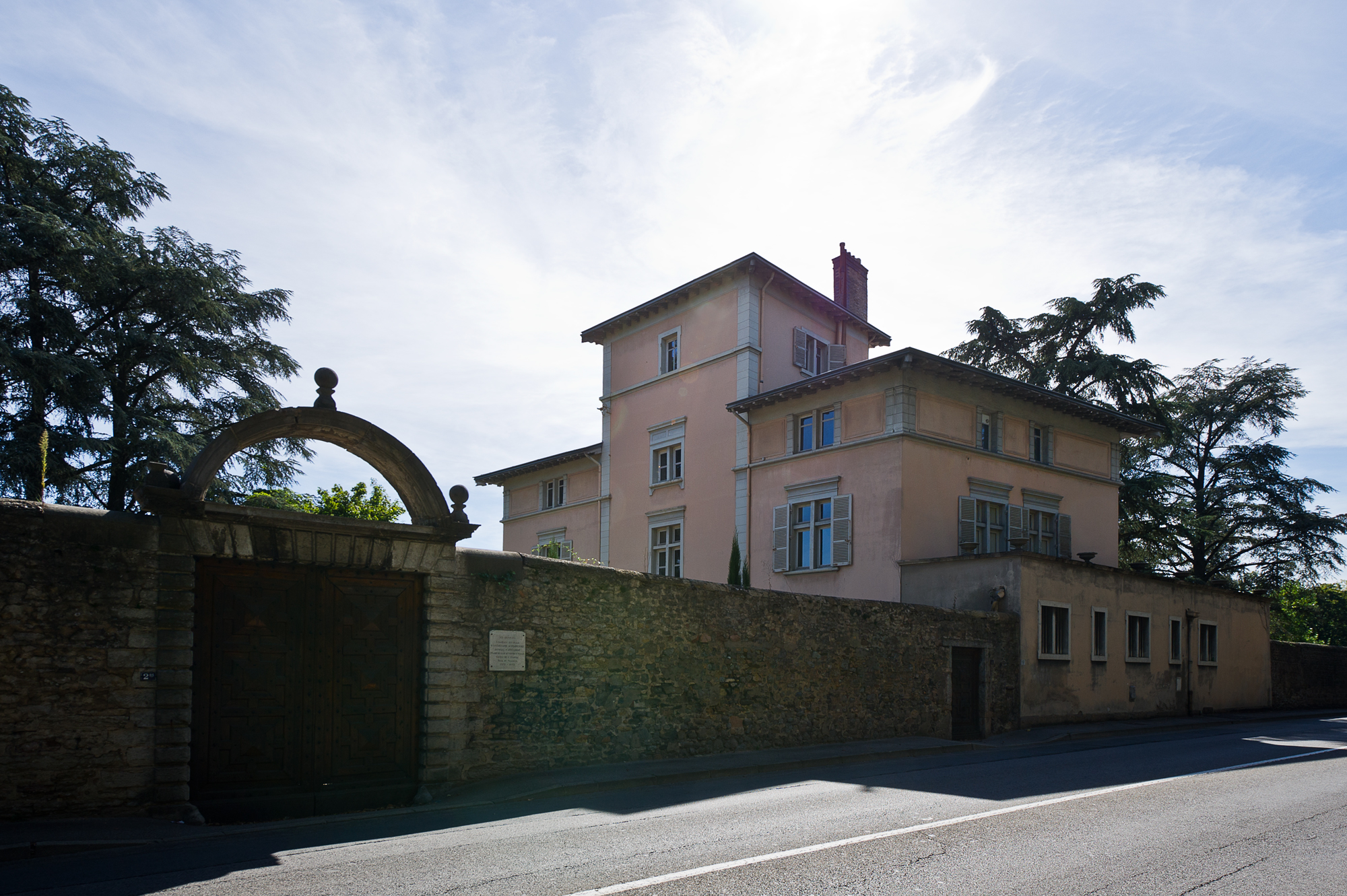
Écully, maison d'Anthouard

Écully profite du développement économique de Lyon. De riches marchands, des échevins, des notables y achètent les terres et y font construire de belles demeures, attirés en particulier par un régime fiscal favorable, obtenu dès 1485 et confirmé par Henri IV en 1594 : l'exemption de la taille. Certaines subsistent encore.
Le Castel du Prince ou de la Greysolière est l’une des plus belles demeures anciennes d’Écully. Située chemin de Grandvaux, elle date de la fin du XVe-début du XVIe siècle. Des remaniements ont eu lieu au début du XVIIe siècle (portes) et au XVIIIe siècle. L'édifice est de plan trapézoïdal aux façades sud et est ornées de croisées et demi-croisées à meneaux du XVIe siècle. Les pièces intérieures ont conservé leur décor et disposition d'origine. La frise à personnages de la chambre sud-ouest et la cheminée à volets intérieurs d'une pièce du premier étage sont du XVIe siècle. La propriété, bien restaurée, possède encore un nymphée et, d'après un plan du XVIIe siècle, il y avait en outre une chapelle, un puits, un lavoir qui ont disparu. Dépendant du castel de la Greysolière, le colombier de Jos (chemin du Plat), de forme ronde et surmonté d'une lanterne, est daté de 1575. Cette demeure a appartenu à plusieurs échevins de Lyon sous l'Ancien Régime (Ferrus, Masso de la Ferrière, Barrety…).
Autre demeure remarquable, la propriété connue sous le nom de propriété Buirin (propriétaire au XVIIe siècle) ou d'Anthouard (général du 1er Empire qui en hérite au XIXe siècle), au lieu-dit des Ganteries (route de Champagne). De construction plus tardive, une partie de la maison d'habitation remonte au règne d'Henri IV, et le reste à celui de Louis XIII, elle est inscrite partiellement aux Monuments historiques. Elle a subi de nombreuses modifications.
D'autres exemples existent : le château de Fontville qui devient au XVIIIe siècle la propriété des Pères Lazaristes de Lyon, la villa des Lions, la maison forte du Randin.
La population d’Écully n’est plus exclusivement rurale. La localité est devenue l’un des séjours privilégiés des riches Lyonnais. À proximité de la route de Paris par le Bourbonnais, Écully devient un lieu de passage fréquenté par les commerçants, les marchands de soie, de draperies, de vaisselle d’étain et d’argent, d'épices qui se rendent aux grandes foires de Lyon qui duraient quinze jours, quatre fois par an, aux Rois, à Pâques, le 4 août et le 3 novembre. Les corps d'armée allant guerroyer en Italie traversent aussi le territoire. Des personnages célèbres s'y arrêtent : en 1584 par exemple, le roi Henri III passe une nuit au chevet de l'un de ses favoris, le duc d’Épernon, gouverneur de Guyenne, blessé à la suite d’une chute de cheval et hébergé au domaine de Guillaume de Fontville, seigneur des "Planches-lez-Écully".

### DuXVIIeetXVIIIesièclesà la Révolution
Écully est soumis à trois niveaux de pouvoir. L'autorité royale s'y exerce par un subdélégué de l'intendant du Lyonnais mais son action semble se faire peu sentir. Les archives de cette intendance signalent les réparations faites à l'église en 1786, la construction d'un tronçon de la route de Paris en Provence par le Bourbonnais au lieu de Grange-Blanche et sur la nécessité de faire des travaux sur la de Paris par la Bourgogne au niveau de la montée de Balmont.
L'autorité seigneuriale est partagée. Il y a une douzaine de fiefs pour l'ensemble de la paroisse parmi lesquels domine celui des chanoines comtes de Saint-Jean. Seigneurs d'Écully au moins depuis le XIIIe siècle, ils  exercent leurs droits seigneuriaux jusqu'au 4 août 1789. Retenus le plus souvent à Lyon par leurs fonctions, en particulier par les offices de la Primatiale, ils confient l'exercice de ces droits à un officier, le "châtelain" chargé de l'administration et de la justice (pour les causes qui n'excédaient pas 60 livres).
Écully leur fournit des revenus par les abbénévis ou contrats de louage des terres, eaux et prés et par les droits perçus sur les ventes immobilières, les lods. Les sommes sont importantes puisque le chapitre a un receveur spécialement chargé de l'administration de sa rente noble d'Écully. Le chapitre exerce aussi sur Écully le droit de haute-justice, le partageant un temps avec le chapitre de Saint-Just. La circonscription judiciaire d'Écully est étendue, elle comprend également une partie de Vaise, Pierre-Scize, l'Observance, le Greillon, les Deux-Amants, Champvert, Gorge-de-loup, Grange-Blanche et Montribloud.
Le chapitre de Saint-Just est "patron d'Écully" ou "seigneur du clocher". À ce titre il nomme le curé. C'est lui d'autre part qui perçoit les dîmes, sujet de discorde avec les curés qui au cours de l'Ancien Régime se plaignent toujours de l'insuffisance de la portion que les chanoines leur laissent. Une décision de la sénéchaussée de Lyon en 1704 finit par donner raison aux curés et condamner les chanoines. L'histoire d'Écully est ponctuée par les querelles entre les chanoines de Saint-Jean et ceux de Saint-Just à propos de leurs droits réciproques.
En dessous de cette administration seigneuriale, une administration municipale existe dont les responsables, les consuls, sont élus en présence du châtelain. Les décisions prises sur la gestion de cette municipalité rurale ne font pas l'objet de traces écrites, un seul document est cité, le procès-verbal d'une élection : le 11 novembre 1675, en présence de Guillomon capitaine châtelain d'Écully, sont élus consuls pour l'année 1676 Pierre Pinet et Benoit Luiset auxquels furent attribués deux adjoints.
Les familles dont les noms sont évoqués au XVIIIe siècle sont les Prost, seigneurs de Grange-Blanche, les Péricaud propriétaires du domaine de Villeneuve et leurs successeurs les Pingon et Jouffroy d'Abbans dont Claude François Jouffroy d'Abbans (1751-1832) qui demeurait dans cette propriété lorsqu’il expérimenta, sur la Saône, le 15 juillet 1783 son invention le "Pyroscaphe", premier bateau mû par la vapeur. La paroisse à la veille de la Révolution a comme curé un prêtre zélé, l'abbé Genevrey (1744-1827).
Quand éclate la Révolution, Écully suit l’évolution générale. Une municipalité provisoire est élue. Dès sa première séance le 20 décembre 1789, elle décide de demander à tous les propriétaires de faire une déclaration de leurs biens en vue de la répartition de l'impôt pour 1790. Une milice nationale est créée, le commandement en est confié à Agnese Giro, maître de pension et une cérémonie officielle avec bénédiction du drapeau, messe célébrée sur un autel de la patrie, Te deum chanté dans l'église, a lieu le 24 mai 1790. Les biens ecclésiastiques devenus biens nationaux sont mis en vente.
Comme dans beaucoup de municipalités, le curé d'Écully refuse en mars 1791 de prêter serment de fidélité. Obligé de vivre dans la clandestinité, l'abbé Genevrey finit par se réfugier avec d'autres prêtres réfractaires dans une famille de Saint-Étienne. À Écully, la question religieuse est une des préoccupations du conseil municipal : le prêtre constitutionnel qui succède au Père Genevrey est mal accepté, les messes et offices qu'il préside sont parfois l'occasion de troubles. Le culte proscrit continue à garder ses fidèles, des cérémonies religieuses se déroulent par exemple sur le domaine de Fontville sous la direction des pères Lazaristes. Le conseil doit protéger le culte officiel.
Parmi les personnes inquiétées, outre le curé Genevrey, on relève principalement la famille de Jouffroy et l'instituteur, J.-F. Pernet, accusé "d’inconstitutionnalité", n'a plus l'autorisation d'enseigner. Jusqu'en 1792, les problèmes à régler par la nouvelle municipalité restent mineurs. Elle s'attache surtout à organiser la Garde nationale et à mettre en place le collecteur d'impôts. L'année 1792 est marquée à Écully par la crainte d'émeutes en raison de la disette, par la confection du cadastre foncier que l'on confie à Roche (Péricaud l'acquéreur du domaine de Mme de Jouffroy est le premier déclarant). Quand la patrie est déclarée en danger accompagnée de la levée en masse, Écully fournit 11 hommes. Le siège de Lyon en 1793 n'épargne pas la commune: des escarmouches entre les assiégeants et assiégés ont lieu dès le mois d'août sur son territoire ; dans la nuit du 16 au 17 septembre, des soldats de l'armée conventionnelle occupent Écully et y cantonnent ; en octobre une ambulance y est établie pour soigner les blessés des attaquants.
La période dite de la Terreur, depuis fin de l'année 1793 jusqu'à la chute de Robespierre en juillet 1794, est marquée par des mesures prises sous la pression des autorités de Lyon, "La Commune-Affranchie" ou de la Société populaire des sans-culottes d'Écully : réquisitions diverses, en particulier de blé pour les 1200 personnes d'Écully "réduites à l'horreur de la famine", vente des objets de culte et appel aux particuliers pour des dons d'objets en métal précieux afin de combler le déficit du budget communal, organisation d'une Fête de la Raison, etc. Dans l'ensemble, la population et les officiers municipaux ne font pas preuve de convictions très révolutionnaires. Ce que certains vont même payer de leur vie. C’est ainsi qu’accusé de menées contre-révolutionnaires, le maire, Gaspard Margaron, est guillotiné à 74 ans le 29 décembre 1793 [35], deux semaines après que son gendre, François Lupin, eut été fusillé à Lyon pour les mêmes motifs [36]. Le retour au calme se rétablit vite après l'exécution de Robespierre.

### AuXIXesiècle, une riche commune résidentielle
Écully retrouve dès le Consulat et le Premier Empire sa vie paisible. Le maire, nommé en juillet 1800, est l’un des notables, Bernard Deschamps et son adjoint est Claude Luizet. Peu après, la garde nationale est réorganisée, un notaire résident est nommé, c'est propriétaire à Écully, Honoré Guitard. Déjà un établissement d’éducation de Lyon, dirigé par un certain Condamine, choisit Écully avec « la beauté de ses promenades » et « son air pur » pour installer son pensionnat dans la maison Frezet. La signature du Concordat en juillet 1801 permet le rétablissement officiel du culte catholique. Le curé placé à la tête de la paroisse est l’abbé Balley qui s’y était réfugié pendant la Révolution.
Jusqu'à cette date, le culte se faisait encore clandestinement : le jeune Jean-Baptiste Vianney, futur « curé d’Ars », natif de Dardilly mais venu habiter chez ses grands-parents au hameau du Point-du-jour, avait fait sa première communion dans la maison de Mme de Jouffroy, probablement en 1799, dans le hangar converti en chapelle.
C’est en avril 1802 que la délimitation de la commune avec celle de Dardilly est établie. En 1805, Claude Antoine Roux succède à Bernard Deschamps comme maire d’Écully. Ancien chanoine de Saint-Nizier, prédicateur et mathématicien, membre puis secrétaire de l’Académie de Lyon, il garde son mandat de maire jusqu’en 1810.
Lors de la chute de l’Empire, le territoire d’Écully sert de théâtre à l’un des derniers combats des soldats de Napoléon. Le maréchal Augereau tente de défendre Lyon contre les Autrichiens et établit ses troupes en avant de la ville à Limonest. Le front de séparation des deux armées suit la ligne passant par Charbonnières, Limonest, Dardilly, le ravin des Planches, Écully, la Demi-Lune, Grange Blanche, la Duchère, Balmont et Roche-Cardon. Le 20 mars 1814, les habitants d’Écully assistent à l’entrée des Autrichiens qui, ayant bousculé les troupes d’Augereau, s’avancent vers Lyon. Sur le sol d’Écully, des sépultures de soldats autrichiens et un boulet, retrouvés postérieurement, attestent de combats avant l’entrée dans Lyon et la signature de sa capitulation. Le scénario se reproduit presque à l’identique en 1815 : après la bataille de Waterloo, les alliés arrivent aux portes de Lyon que défend le maréchal Suchet dont le quartier général est installé à Grange Blanche.
La période de la Restauration est une période paisible. Sous le mandat d’Antoine Lacène, maire entre 1822 et 1828, les chemins sont réparés et élargis, les opérations du cadastre terminées et la reconstruction de l’église votée. Lui-même, membre de la Société d’agriculture et de la Société linnéenne de Lyon, s’adonne à la culture des fleurs, à la taille des arbres fruitiers, notamment des pêchers. À son initiative, une exposition florale est organisée chaque année à Lyon. Le curé, Balley, a, quant à lui, la joie de pouvoir avoir comme vicaire, l’abbé Vianney, son ancien élève au lendemain de l’ordination en 1815 de ce dernier. Balley meurt en 1817, son vicaire refuse de prendre « un poste si important » mais accepte peu après celui de curé d’Ars.
À Écully, le successeur de l’abbé Balley est l’abbé Laurent-André Tripier, originaire de Neuville-sur-Saône. Curé et maire, ensemble, s’inquiètent de plus en plus des lézardes de l’église qui a deux cents ans et qui est devenue trop petite. Tous deux demandent dès 1823 à Chipiez, adjoint au maire, d’établir plans et devis pour la restauration de l’édifice. Le projet reste sans suite comme celui présenté en 1827 au Conseil municipal par l’architecte Hotelard.
L’abbé Tripier ne peut voir avant sa mort en 1831 la réalisation de ce qu’il désirait mais son successeur, l’abbé Jean Pierre Brondelle (1797-1878), le reprend sous le mandat d’un nouveau maire Jean-Baptiste Royé-Vial (deux mandats au XIXe siècle, avait épousé Marguerite Pardon). Son petit-fils Raymond de Veyssière sera aussi maire d'Ecully de 1881 à 1923(durée record), une avenue d'Ecully porte son nom.

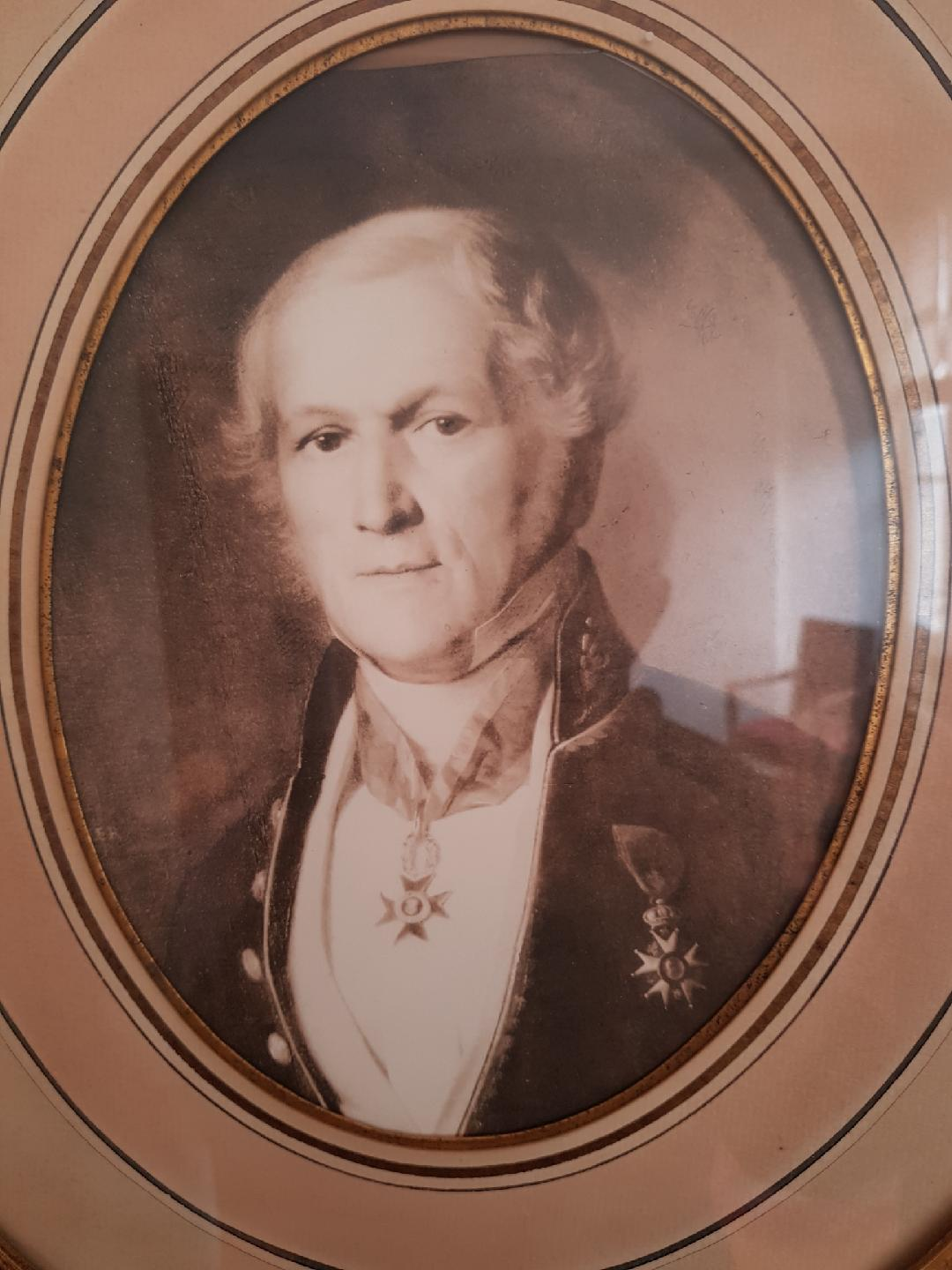
Jean-Marie Vial, deux fois maire d'Ecully (1834-1837) et (1846-1861)

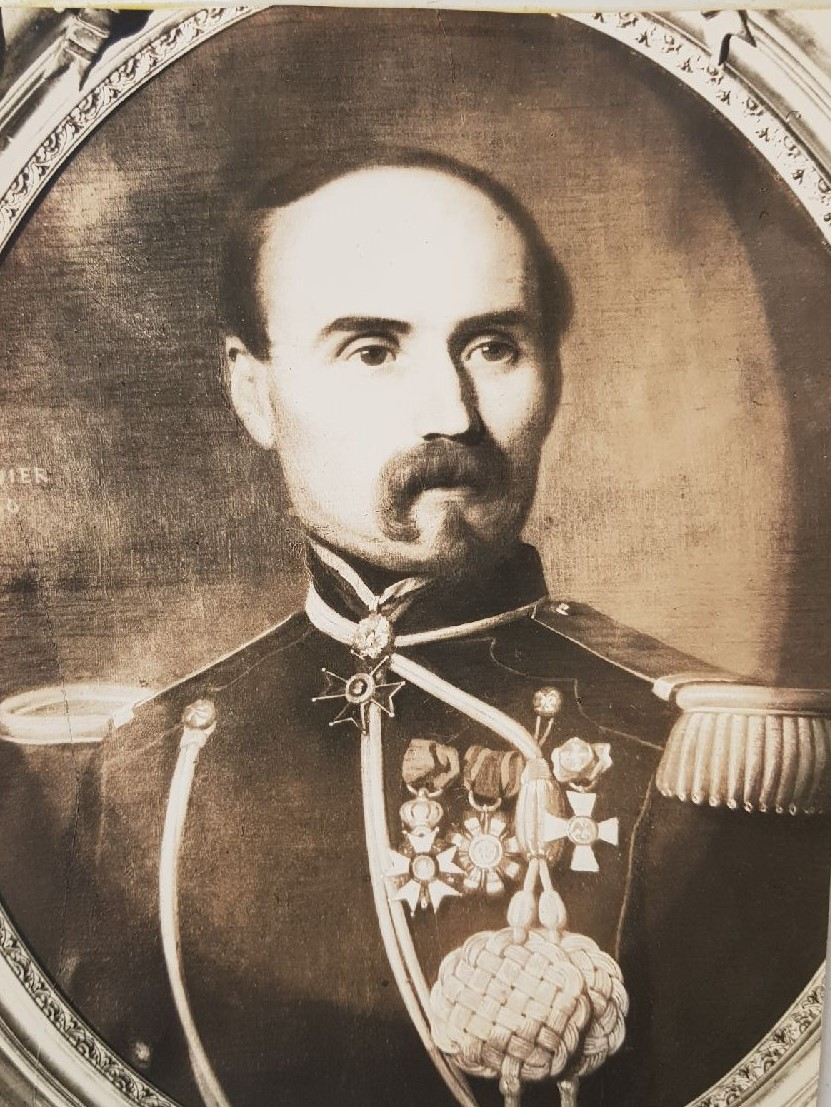
le Chef d'Escadron(artillerie) François de Veyssière (X1832),né à Beaulieu(Corrèze) 2/2/1812,fils de Raymond de Veyssière et Catherine Dupuy, gendre de l'ancien maire Jean-Baptiste Royé-Vial (épouse Noëmie Royé-Vial le 3/3/1850 à Ecully), père du futur maire Raymond de Veyssière, de Yvonne (épouse Alphonse Marchegay), de François. Il a été directeur du parc d'artillerie(période 1852-1859) du Fort St-Ange, il y habitait, pendant l'occupation française de Rome (commençant en 1849 sous la 2nde république).
, avant d'être réformé (17/5/1862) pour "infirmité temporaire" (le paludisme appelé "fièvre pontine") dont il décédera(3/2/1873, Lyon)

Finalement une nouvelle église est plus avantageuse que la restauration et l’agrandissement de l’ancienne. La décision est prise et les travaux exécutés par un maçon de Saint-Didier-au-Mont-d'or, Solignat. En cours d’exécution la silhouette du clocher est modifiée, pour s’inspirer de celui de la Basilique Saint-Martin d'Ainay; il sera équipé en 1864 de huit cloches. Courant 1844 le culte est installé dans l’église nouvelle qui sera consacrée en octobre 1846 par le cardinal de Bonald.

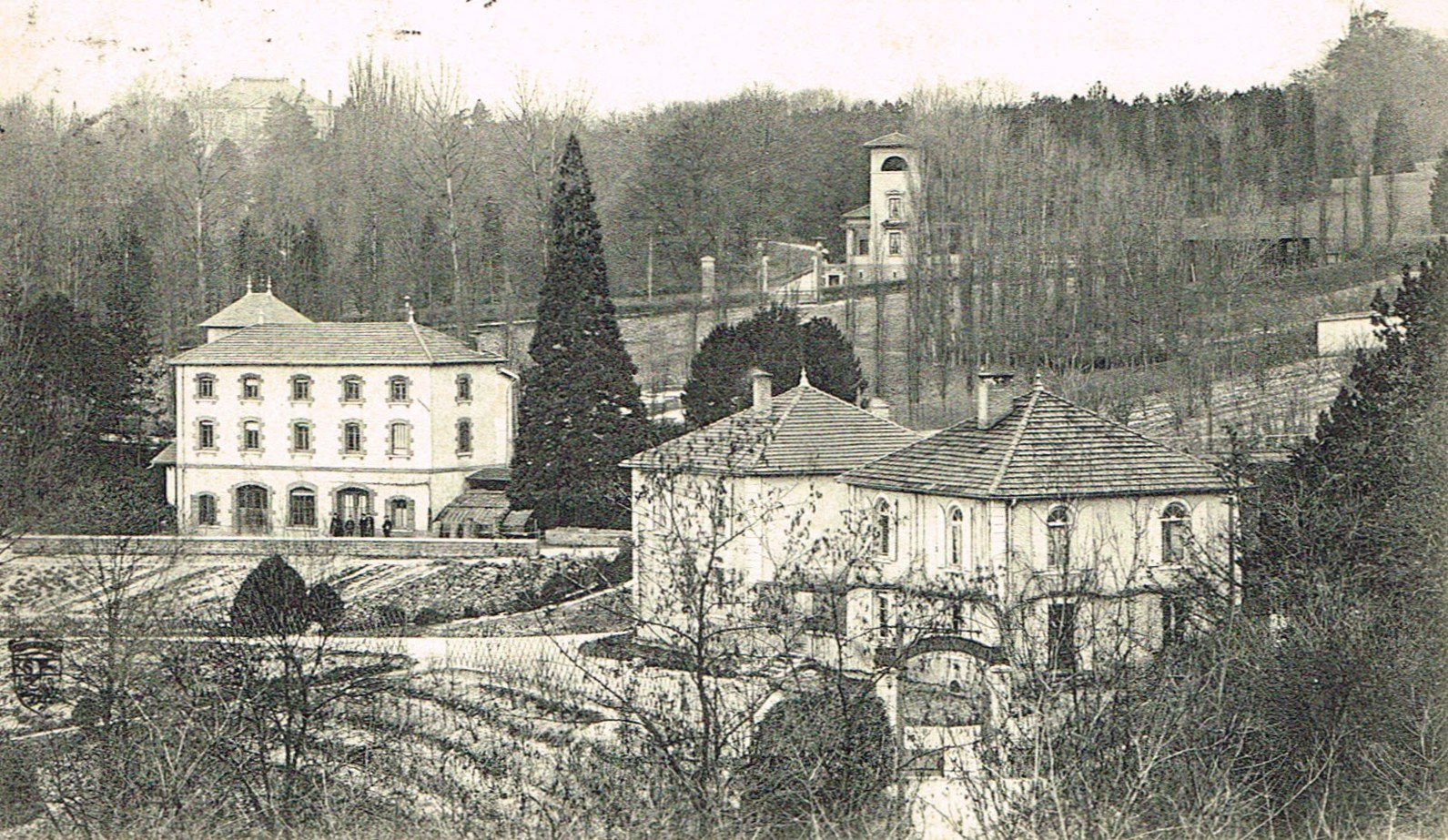
L'École d'Agriculture d'Écully au début du XXe siècle

Écully connaît une destinée prospère. Les moyens de communication avec Lyon se sont améliorés puisqu’une ligne d’omnibus est mise en service dès 1829 joignant la place Neuve-des-Carmes à la place de la Pyramide à Vaise.
Les notables lyonnais, riches soyeux ou négociants choisissent de plus en plus son territoire comme lieu de villégiature à la belle saison : ils y construisent des demeures cossues, entourées de parcs magnifiquement plantés d’arbres aux essences rares et variées. On y vit agréablement, on y reçoit beaucoup. Madame Lacène, la femme du maire accueille ainsi dans sa propriété Madame Récamier, Madame de Staël et le Duc de Montmorency ! Signe de cette attractivité d’Écully : en 1847, on y transfère la Pépinière départementale qui occupait jusque-là le Clos des Cordeliers de l’Observance. En 1851, elle devient École théorique et pratique d’horticulture et se transforme en 1880 en École pratique d’agriculture.
Écully sous le second Empire conforte sa position de commune paisible, malgré le fait divers d’avril 1854 appelé accident du Pont d’Écully qui a un retentissement national : l’éboulement dont sont victimes deux ouvriers puisatiers lors de leurs travaux dans l’une des propriétés d’agrément. Engloutis à 8 mètres sous terre mais restés en vie, ils sont l’objet d’une longue et périlleuse opération de sauvetage qui émeut toute l’opinion publique et même l’impératrice. L’un d’eux, Jalla, succombe cependant après huit jours de souffrances ; le second Giraud est sorti du puits vingt jours après sa chute mais meurt quelques semaines plus tard des suites de l’amputation qu’il avait dû subir.
Écully a sa part d’épreuves au moment de la guerre de 1870. Vingt-cinq hommes sont incorporés dans le bataillon du 16e régiment de marche campé à Sathonay et commandé par Duringe, habitant lui aussi d’Écully. Ce bataillon se distinguera pendant le siège de Belfort. La guerre coûte à la commune cinq de ses fils.
La fin du XIXe siècle est marquée par de nouvelles améliorations des moyens de transport : les vieux omnibus sont remplacés par le chemin de fer et le tramway : en 1876 la Compagnie de Lyon à Montbrison crée la station d’Écully-la-Demi-Lune ; en 1879, la route conduisant du Pont d’Écully au village est ouverte, deux arches permettent le franchissement du ravin du ruisseau de Chalin ; une ligne de tramways à chevaux Bellecour-Pont-d’Écully est mise en place en 1880 empruntant la route nationale de Paris par le Bourbonnais ; en 1894 la ligne de tramway électrique, allant du Pont-Mouton à Écully est ouverte. Plus rapidement que la plupart des autres communes de la région lyonnaise, Écully a ses chemins éclairés au gaz, un réseau de distribution d’eau et un réservoir.

### Écully auXXesiècle
À la veille de la Première Guerre mondiale, Écully compte moins de trois mille âmes. 137 disparaissent dans la boucherie des tranchées, comme en témoigne le monument aux morts.
Pendant la Seconde Guerre mondiale, les Allemands réquisitionnent les belles propriétés des Monts du Lyonnais. Plusieurs faits de résistance sont signalés, et des maquisards du mouvement Franc-Tireur arrêtés. Le régime de Vichy y crée, spécialement pour les jeunes filles, l'école nationale des cadres féminins d'Écully. Parmi plus d'une soixantaine d'écoles de cadres, c'est avec celles d'Uriage et de La Chapelle-en-Serval l'un des trois établissements d'envergure nationale.
Malgré son développement résidentiel, la commune conserve une part importante de terres agricoles, principalement au nord-est dans le quartier du Pérollier. À partir de la fin des années 1960, une grande partie de celles-ci disparaissent afin de permettre la construction de l'autoroute A6 reliant Paris à Lyon.

## Politique et administration

### Tendances politiques et résultats
Résultats des élections municipales de 2014
| Candidat       | Candidat                  | Parti          | Premier tour | Premier tour | Second tour | Second tour |
| Candidat       | Candidat                  | Parti          | Voix         | %            | Voix        | %           |
| -------------- | ------------------------- | -------------- | ------------ | ------------ | ----------- | ----------- |
|                | Yves-Marie Uhlrich        | UDI            | 3043         | 44,52 %      | 3852        | 65,32 %     |
|                | Florence Asti-Lapperrière | Sans-étiquette | 1088         | 15,92 %      | 2045        | 34,68 %     |
|                | Régis Blanc               | UMP            | 2339         | 34,22 %      |             |             |
|                | Bruno Guérard             | FG             | 364          | 5,32 %       |             |             |
| Inscrits       | Inscrits                  | Inscrits       | 12677        | 100,00       |             | 100,00      |
| Abstentions    | Abstentions               | Abstentions    | 5 702        | 44,98        | 6 459       | 50,95       |
| Votants        | Votants                   | Votants        | 6 975        | 55,02        | 6 219       | 49,05       |
| Blancs et nuls | Blancs et nuls            | Blancs et nuls | 141          | 2,02         | 322         | 5,18        |
| Exprimés       | Exprimés                  | Exprimés       | 6 834        | 97,98        | 5 897       | 94,82       |

Résultats de l'élection présidentielle de 2017 à Écully
| Candidat    | Candidat              | Parti                        | Premier tour | Premier tour | Second tour | Second tour |
| Candidat    | Candidat              | Parti                        | Voix         | %            | Voix        | %           |
| ----------- | --------------------- | ---------------------------- | ------------ | ------------ | ----------- | ----------- |
|             | François Fillon       | Les Républicains             | 4241         | 43,77 %      |             |             |
|             | Emmanuel Macron       | En Marche !                  | 2596         | 26,79 %      | 6596        | 79,55 %     |
|             | Jean-Luc Mélenchon    | La France insoumise          | 1057         | 10,91 %      |             |             |
|             | Marine Le Pen         | Front national               | 968          | 9,99 %       | 1696        | 20,45 %     |
|             | Benoît Hamon          | Parti socialiste             | 332          | 3,43 %       |             |             |
|             | Nicolas Dupont-Aignan | Debout La France             | 302          | 3,12 %       |             |             |
|             | François Asselineau   | Union Populaire républicaine | 73           | 0,75 %       |             |             |
|             | Jean Lassalle         | Résistons                    | 52           | 0,54 %       |             |             |
|             | Philippe Poutou       | NPA                          | 35           | 0,36 %       |             |             |
|             | Nathalie Arthaud      | Lutte Ouvrière               | 20           | 0,21 %       |             |             |
|             | Jacques Cheminade     | Solidarité et Progrès        | 13           | 0,13 %       |             |             |
| Inscrits    | Inscrits              | Inscrits                     | 13518        | 100,00       |             | 100,00      |
| Abstentions | Abstentions           | Abstentions                  | 3 709        | 27,44        | 4 254       | 31,46       |
| Votants     | Votants               | Votants                      | 9 809        | 72,56        | 9 267       | 68,54       |
| Blancs      | Blancs                | Blancs                       | 97           | 0,99         | 755         | 8,15        |
| Nuls        | Nuls                  | Nuls                         | 23           | 0,23         | 220         | 2,37        |
| Exprimés    | Exprimés              | Exprimés                     | 9 689        | 98,78        | 8 292       | 89,48       |

|                                                                       |                                                                                           |                           |                           |                          |                          |
|                                                                       |                                                                                           | Premier tour 11 juin 2017 | Premier tour 11 juin 2017 | Second tour 18 juin 2017 | Second tour 18 juin 2017 |
|                                                                       |                                                                                           |                           |                           |                          |                          |
|                                                                       |                                                                                           | Nombre                    | % des inscrits            | Nombre                   | % des inscrits           |
| Inscrits                                                              | Inscrits                                                                                  | 13510                     | 100,00                    | 13510                    | 100,00                   |
| Abstentions                                                           | Abstentions                                                                               | 7331                      | 54,26                     | 7918                     | 58,61                    |
| Votants                                                               | Votants                                                                                   | 6179                      | 45,74                     | 5592                     | 41,39                    |
|                                                                       |                                                                                           |                           | % des votants             |                          | % des votants            |
| Bulletins blancs                                                      | Bulletins blancs                                                                          | 48                        | 0,78                      | 161                      | 2,88                     |
| Bulletins nuls                                                        | Bulletins nuls                                                                            | 16                        | 0,26                      | 57                       | 1,02                     |
| Suffrages exprimés                                                    | Suffrages exprimés                                                                        | 6115                      | 98,96                     | 5374                     | 96,10                    |
|                                                                       |                                                                                           |                           |                           |                          |                          |
| Candidat Étiquette politique (partis et alliances)                    | Candidat Étiquette politique (partis et alliances)                                        | Voix                      | % des exprimés            | Voix                     | % des exprimés           |
|                                                                       |                                                                                           |                           |                           |                          |                          |
|                                                                       | Joëlle Terroir La République en marche !                                                  | 2962                      | 48,44                     | 2797                     | 52,05                    |
|                                                                       | Patrice Verchère (député sortant) Les Républicains (Union des démocrates et indépendants) | 1750                      | 28,62                     | 2577                     | 47,95                    |
|                                                                       | Fabien de Marchi La France insoumise                                                      | 332                       | 5,43                      |                          |                          |
|                                                                       | Pierre Terrail Front national                                                             | 308                       | 5,04                      |                          |                          |
|                                                                       | Pierre Tixier Divers droite (Parti chrétien-démocrate)                                    | 233                       | 3,81                      |                          |                          |
|                                                                       | Bénédicte Hominal Europe Écologie Les Verts                                               | 157                       | 2,57                      |                          |                          |
|                                                                       | Guy Cappeau Debout la France                                                              | 94                        | 1,54                      |                          |                          |
|                                                                       | Jean-Luc Passaro Écologiste (Confédération pour l'homme, l'animal et la planète)          | 87                        | 1,42                      |                          |                          |
|                                                                       | Gisèle Bissay Parti communiste français                                                   | 49                        | 0,80                      |                          |                          |
|                                                                       | Sarah Madi Divers (Union Populaire Républicaine)                                          | 43                        | 0,70                      |                          |                          |
|                                                                       | Bernard Houot Divers (Parti du vote blanc)                                                | 34                        | 0,56                      |                          |                          |
|                                                                       | Tristan Teyssier Lutte ouvrière                                                           | 29                        | 0,47                      |                          |                          |
|                                                                       | Serge Voyant Extrême droite (Jeanne)                                                      | 23                        | 0,38                      |                          |                          |
|                                                                       | Michel Botton Divers (Sans étiquette)                                                     | 12                        | 0,22                      |                          |                          |
|                                                                       | Julien Lebreton Divers droite (Alliance royale)                                           | 2                         | 0,03                      |                          |                          |
| Source : Ministère de l'Intérieur - Huitième circonscription du Rhône |                                                                                           |                           |                           |                          |                          |

### Intercommunalité
Écully est depuis 2015 une des 59 communes de la Métropole de Lyon.

### Jumelages
La commune est jumelée avec  Lourinha (Portugal).

## Population et société

### Démographie
L'évolution du nombre d'habitants est connue à travers les recensements de la population effectués dans la commune depuis 1793. Pour les communes de plus de 10 000 habitants les recensements ont lieu chaque année à la suite d'une enquête par sondage auprès d'un échantillon d'adresses représentant 8 % de leurs logements, contrairement aux autres communes qui ont un recensement réel tous les cinq ans,.

En 2022, la commune comptait 18 019 habitants, en évolution de −0,43 % par rapport à 2016 (Rhône : +3,93 %, France hors Mayotte : +2,11 %).
| 1793  | 1800 | 1806  | 1821  | 1831  | 1836  | 1841  | 1846  | 1851  |
| ----- | ---- | ----- | ----- | ----- | ----- | ----- | ----- | ----- |
| 1 197 | 958  | 1 403 | 1 375 | 1 618 | 1 639 | 1 823 | 1 868 | 2 249 |

| 1856  | 1861  | 1866  | 1872  | 1876  | 1881  | 1886  | 1891  | 1896  |
| ----- | ----- | ----- | ----- | ----- | ----- | ----- | ----- | ----- |
| 2 449 | 2 760 | 2 977 | 2 850 | 3 387 | 2 981 | 3 336 | 2 935 | 2 964 |

| 1901  | 1906  | 1911  | 1921  | 1926  | 1931  | 1936  | 1946  | 1954  |
| ----- | ----- | ----- | ----- | ----- | ----- | ----- | ----- | ----- |
| 2 982 | 2 998 | 3 113 | 3 612 | 3 703 | 4 064 | 4 033 | 4 719 | 5 283 |

| 1962  | 1968   | 1975   | 1982   | 1990   | 1999   | 2006   | 2011   | 2016   |
| ----- | ------ | ------ | ------ | ------ | ------ | ------ | ------ | ------ |
| 7 254 | 10 133 | 17 944 | 17 865 | 18 360 | 18 011 | 18 249 | 17 854 | 18 097 |

| 2021   | 2022   | - | - | - | - | - | - | - |
| ------ | ------ | - | - | - | - | - | - | - |
| 18 361 | 18 019 | - | - | - | - | - | - | - |

### Enseignement
Écully est située dans l'académie de Lyon. Elle accueille l'École centrale de Lyon (7e école d'ingénieur de France), l'École de management de Lyon Business School (5e école de commerce de France), l'Institut textile et chimique de Lyon (école d'ingénieur), l'Institut Paul-Bocuse (École de management de l'hôtellerie, la restauration & des arts culinaires), Hybria (Institute of Business and Technology) ainsi qu'ISOstéo (Institut Supérieur d'Ostéopathie de Lyon).

#### Liste des écoles maternelles et primaires
La commune administre des écoles publiques (du Centre, des Cerisiers, de Charrière-Blanche, de Grandvaux et du Pérollier) et accueille deux écoles privées (Sainte-Blandine et Saint-Dominique-Savio) et un établissement d'éducation spécialisée, le centre Henry Gormand.
La commune accueille également un collège public, Laurent Mourguet et un privé, le collège du Sacré-Cœur, et un lycée d'enseignement professionnel, François Cevert.

#### Principaux établissements de l'enseignement supérieur
- L'École centrale de Lyon, une école d'ingénieurs
- L'École de management de Lyon Business School, une école supérieure de commerce
- L'Institut Paul Bocuse, une école culinaire
- L'Institut Saint-Laurent, un organisme de formation en travail social
- L'ITECH, Institut Textile et Chimique de Lyon
- Le Centre national de la recherche scientifique
- L'Institut national de police scientifique

### Manifestations culturelles et festivités
Depuis 2004, Écully accueille une fois par an le Festival de la Bande Dessinée qui souhaite présenter la richesse de l'échange privilégié entre le public et l'auteur autour de la dédicace.

### Services communaux

#### Police
La commune d'Écully se situait en « zone gendarmerie » et possédait sa brigade jusqu'au 1er janvier 2011, mais, dans le cadre du projet de police d'agglomération, la commune dépendra de la police nationale et sera rattachée à la subdivision des 5e et 9e arrondissements de Lyon qui recevra un renfort d'effectifs dans ce but. Mais elle possédera tout de même son propre commissariat pour les dépôts de plainte.
Le Fichier national automatisé des empreintes génétiques et le Fichier automatisé des empreintes digitales se trouvent également à Écully, au sein du Service National de Police Scientifique.

#### Pompiers
La ville d'Écully dispose d'une caserne de Sapeurs-Pompiers depuis 1861. Cette caserne dispose de 25 pompiers opérationnels (en 2016) et est composée uniquement de pompiers volontaires.

#### Santé
Écully possède deux cliniques : celle du Val d'Ouest et Mon repos.

#### Sports
La ville possède une piscine municipale, plusieurs gymnases, un boulodrome, une salle polyvalente, un terrain de tennis, de football et de rugby.
Écully possède une salle d'armes équipée de 11 pistes électriques et dans laquelle s'entraîne le club d'Escrime Écully au fleuret et à l'épée. Le club écullois fait partie des clubs français les plus importants avec 9 titres de champions de France, un titre de champion du Monde cadets à Mexico ainsi que la reconnaissance de la fédération française d'escrime en tant que Meilleur Club de France en 2009. Il est également le 17e meilleur club de France de gymnastique rythmique sur plus de 400 en 2015.

### Cultes

#### Catholique
Depuis 2018, Écully fait partie de l'ensemble paroissial Saint-Jean-Marie-Vianney qui inclut également Champagne-au-Mont-d'Or, La Duchère et Dardilly. Cet ensemble appartient à l'archidiocèse de Lyon, à l'archidiaconé de Lyon et au doyenné de Dardilly-Écully-Vaise. La paroisse est desservie par le père Renaud de Kermadec et deux vicaires.
Écully compte un lieu de culte dans son centre-ville, l'église Saint-Blaise, ainsi que la chapelle Saint Jean-Marie Vianney au Pérollier et la chapelle Mère Thérésa rue Luizet. La communauté assomptionniste dispose de locaux à Valpré.

#### Évangélique protestant
L'Église évangélique protestante de Lyon-Ouest est au Perollier.

#### Judaïsme
Une partie de la communauté juive de Lyon est implantée sur la commune. Une synagogue et une épicerie cacher permettent à cette communauté de vivre son culte dans la ville.

#### Mormon
Un temple de l'Église de Jésus-Christ des saints des derniers jours est situé au lieu dit Pieu de Lyon.

### Environnement
Écully est une « ville fleurie » au Concours des villes et villages fleuris, depuis 1996. En 2014, la commune obtient le niveau « quatre fleurs ». La commune d’Écully possède un patrimoine naturel composé de 846 hectares dont 140 hectares d’espaces boisés classés. Écully possède quatre parcs (des Chênes, de la Condamine, du Vivier et de la Maison de la Rencontre) et deux étangs (de Malrochet et des Callettes).

## Économie

### Revenus de la population et fiscalité
En 2010, le  revenu fiscal médian par ménage était de 40 208 €, ce qui plaçait Écully au 2 386e rang parmi les 31 525 communes de plus de 39 ménages en métropole.
En 2012, la part des ménages fiscaux imposés est de 76,7 %.

### Emploi
Le taux de chômage, en 2007, pour la commune s'élève à 13,9 %, chiffre légèrement supérieur à la moyenne du département (12,5 %).

### Entreprises et commerces
La commune abrite le parc du Vivier, où l'on trouve l'école culinaire Institut Paul-Bocuse. Elle abrite aussi l'École centrale de Lyon, l'École de management de Lyon Business School et la sous-direction de la Police scientifique, qui elle-même héberge le fichier national automatisé des empreintes génétiques. La ville accueille les sièges sociaux de l'entreprise Feu Vert, du groupe SEB et du groupe SBM Développement (SBM Company).
Davy Tissot, vainqueur du Bocuse d'Or 2021, travaille dans un restaurant de la commune, le Saisons.

## Culture et patrimoine
Écully a donné son nom à une variété de prunes « reines-claudes ».

### Lieux et monuments
| Monument                     | Adresse              | Coordonnées                      | Notice         | Protection | Date | Illustration                 |
| ---------------------------- | -------------------- | -------------------------------- | -------------- | ---------- | ---- | ---------------------------- |
| Aqueduc de la Brévenne       |                      | 45° 45′ 39″ nord, 4° 47′ 08″ est | « PA00117757 » | Classé     | 1945 | Aqueduc de la Brévenne       |
| Édicule Renaissance d'Écully |                      | 45° 46′ 12″ nord, 4° 46′ 51″ est | « PA00117758 » | Classé     | 1945 | Édicule Renaissance d'Écully |
| Maison d'Anthouard           | 2 route de Champagne | 45° 46′ 49″ nord, 4° 46′ 45″ est | « PA00117759 » | Inscrit    | 1975 | Maison d'Anthouard           |
| Manoir de la Greysolière     | Chemin de Grandvaux  | 45° 46′ 25″ nord, 4° 46′ 17″ est | « PA00117760 » | Inscrit    | 1992 | Manoir de la Greysolière     |

L'édicule ou fontaine Renaissance, située dans l'ancienne propriété Laporte-Récamier, n'est pas à l'origine un monument d'Écully. C'est l'entrée et la vasque (cette dernière est en pierre noire de Saint-Cyr) de la célèbre grotte de La Claire à Vaise. Elles en furent enlevées, au moment de la disparition vers 1860 de cette villa, par les membres de la famille Laporte qui en étaient propriétaires. La réédification sous la forme actuelle a été faite en 1880 pour orner le parc de la nouvelle demeure qu'ils faisaient alors construire à Écully.

### Autres demeures et curiosités

#### «Écully et ses châteaux»
Déjà appréciée par les aristocrates et les notables lyonnais sous l'Ancien Régime, la commune devient au XIXe siècle le fief des grands noms de la bourgeoisie, principalement de la soierie lyonnaise, qui désirent y avoir leurs châteaux. Certains rachètent d'anciennes demeures qu'ils rénovent, d'autres font édifier de nouvelles maisons. Cependant, depuis la 2e moitié XXe siècle, beaucoup sont détruites et ont laissé la place à de grands immeubles. Il en subsiste cependant mais bien souvent au milieu d'un parc très diminué.
Parmi les anciennes demeures restaurées, outre le Manoir de la Greysolière qui appartient aux Fustier, on peut citer Le Malrochet, ancien « château d'Écully » ou « Château Barety », dont la terre est historiquement liée à la Greysolière. La propriété est vendue au XIXe siècle à la famille Tresca, négociants en soierie, puis, dans les années 1900, à Léonce Baboin, soyeux et président des courses hippiques. Le château fut alors agrandi par l'architecte Charles Roux-Meulien. Il y a aussi le Château Randin, de style Louis XIII, construit pour la famille Guérineau, puis acquis par la famille Gourd, soyeux et celui de Chantepie, château XVIIIe siècle restauré  par la famille Devienne, agents de change puis acheté par le soyeux Adolphe Ribet et baptisé alors Chantepie.

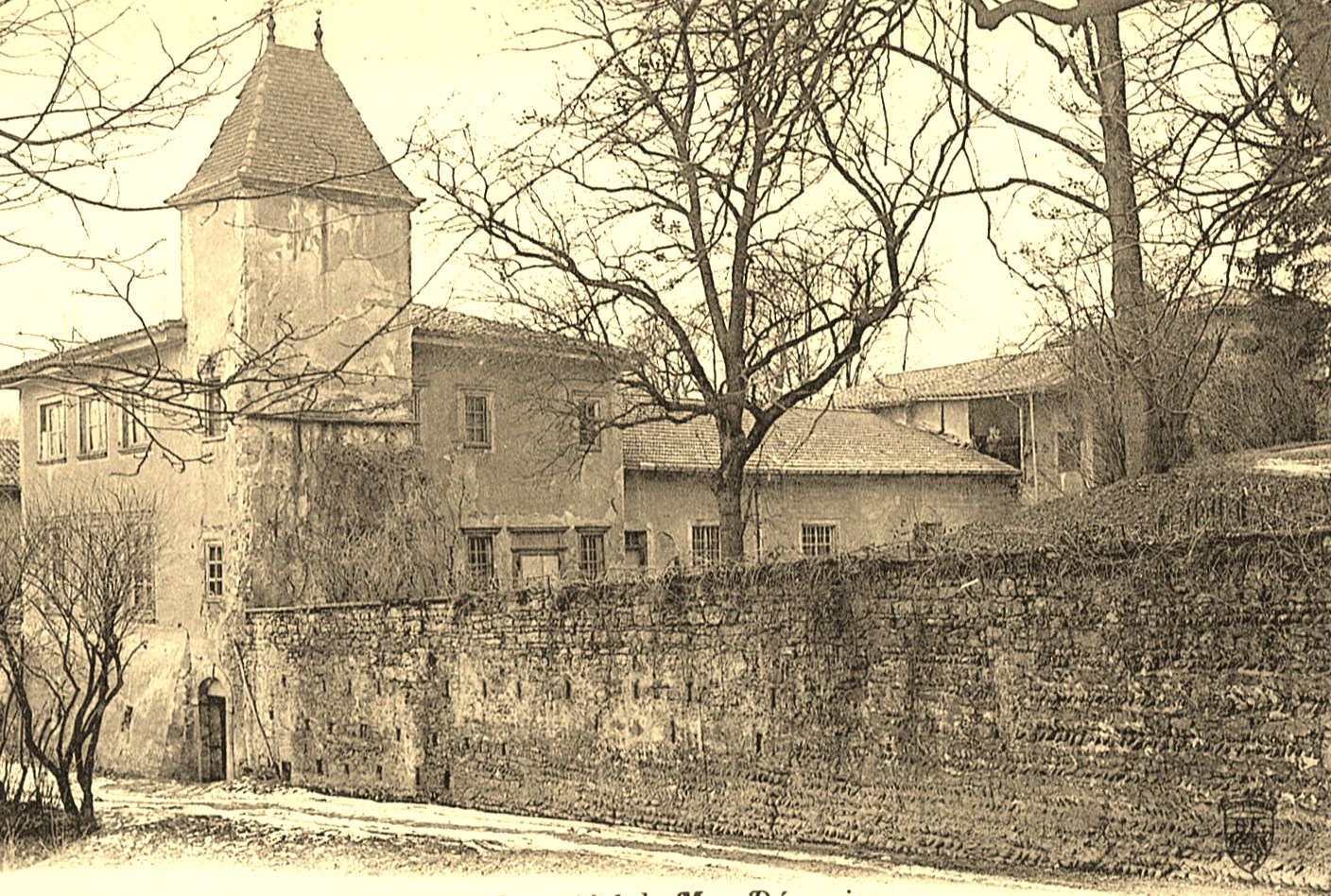
Écully, Le Treuil.

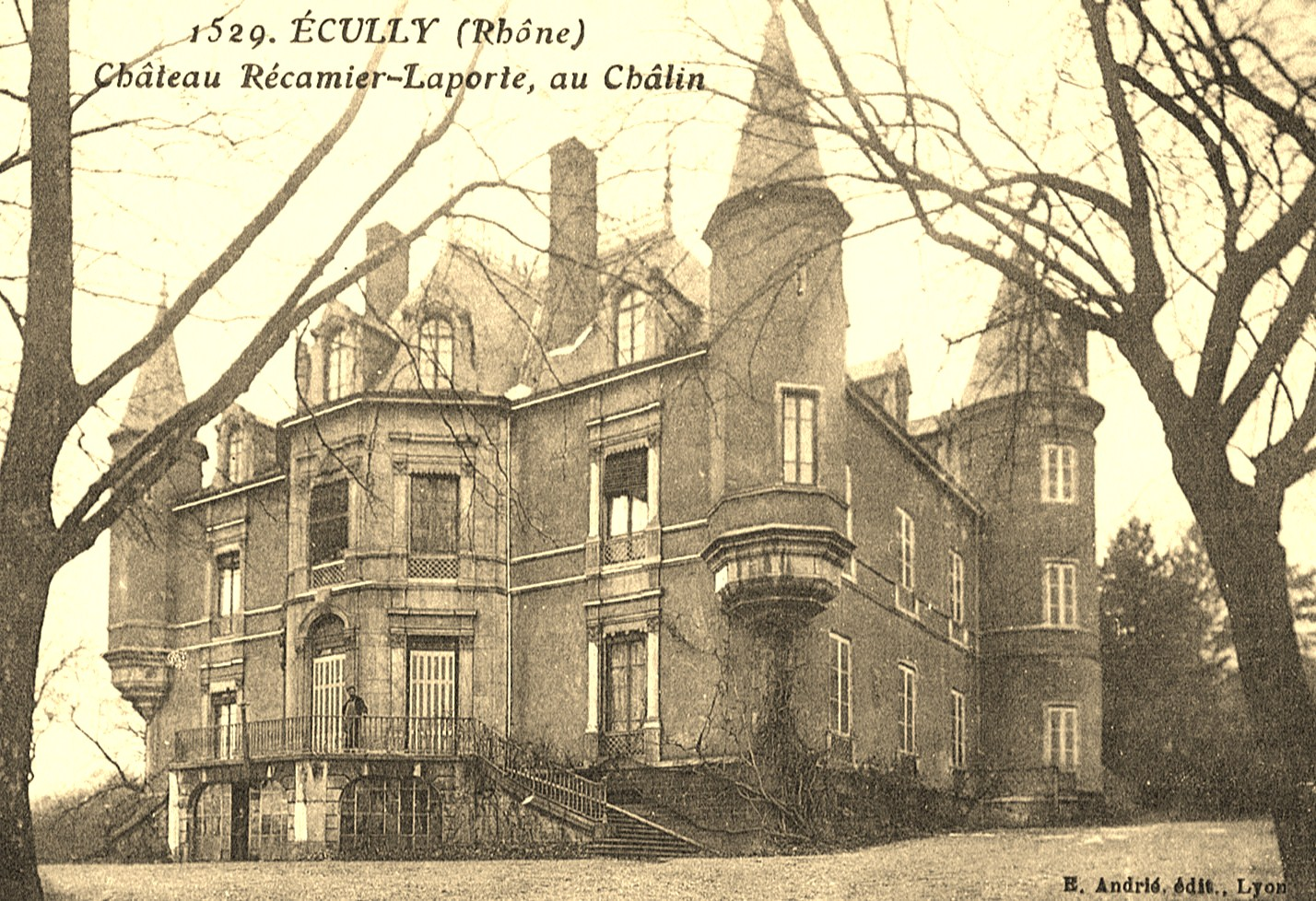
Écully, la propriété des Laporte-Récamier construite en 1861.

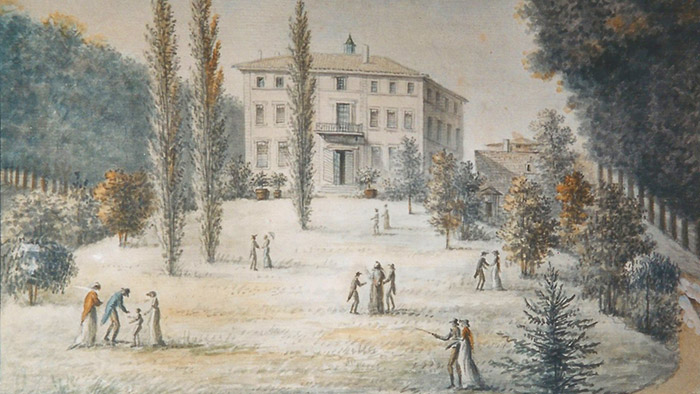
Maison Magneval, maison d’été de Gabriel-Barthélemy de Magneval rue de Montribloud, 1750.

Il faut aussi citer, Le Treuil : ce petit et ancien manoir, probablement construit par Pierre Chapuis, président au Parlement des Dombes, devenu en 1640 la propriété de Jean-Baptiste Junnot, marchand d'or, sous le nom de La Véronique, puis à partir du début du XVIIIe siècle, celle d'Antoine Dutreuil, échevin et de sa fille Fleurie avec de nouveaux noms, « Les Arcs » puis « Le Treuil », est acheté en 1805 par Antoine Laporte, négociant en toilerie de Lyon. Ses enfants le gardent avant de construire, sur le domaine, une nouvelle maison d'habitation, la propriété « Laporte-Récamier ». La vieille maison du Treuil perdra de son caractère par une rénovation qui lui enlève tous ses meneaux et restera jusqu'en 1958 la maison des fermiers du domaine, les Balmont.
Les nouvelles propriétés résidentielles sont nombreuses :
- Le Vivier, de style néogothique, édifié en 1880 pour Cyrille Cottin (1838-1905), soyeux, petit-fils de Claude-Joseph Bonnet, et gendre de Payen. Sur un site où Cottin occupait un chalet prêté par son beau père, il commande à l'architecte Cahuzac, élève de Viollet-Le-Duc, dans le goût des châteaux de la Loire, « un petit Azay-le-Rideau ». L'ensemble est imposant, 35 pièces autour d'un donjon de plus de 30 mètres de hauteur, avec un superbe parc, aménagé par le paysagiste Luizet[62]. Il abrite aujourd'hui l'Institut Paul-Bocuse.
- Charrière Blanche, construit pour les Bellon, soyeux et cofondateurs du Crédit Lyonnais, par l'architecte Frederic Benoit et restauré dans les années 1900 par l'architecte Roux-Meulien.
- Les Marronniers, pour la famille d'Edouard Aynard, Président de la Chambre de commerce de Lyon, régent de la banque de France, banquier, conseiller municipal et député du Rhône, marié avec une Montgolfier. La propriété et ses 7 hectares sont ensuite vendus en 1888  à Jean-Henry Jaubert, soyeux, cofondateur du crédit lyonnais. La façade est superbement restaurée dans les années 1900, dans un style Louis XVI, par l'architecte Charles Roux-Meulien pour Madame Jaubert née Floret. La propriété appartient ensuite à leur fille, Thérèse Jaubert, mariée au soyeux et collectionneur Emile Baboin, fondateur du Musée des Arts décoratifs de Lyon.
- La Dombarière, immense villa florentine construite en 1892 pour la grande famille Gindre, soyeux, par l'architecte Paul Pascalon. Un magnifique parc de 8 hectares est aménagé autour. La famille de Claude Gindre qui avait épousé Zoé Payen s'allia avec la majorité des grands noms lyonnais de l'époque: Finaz, Colcombet, Cottin, Morel-Journel, Tresca, Giraud de Villechaize… ce qui en fait l'une des familles les plus représentatives de la bourgeoisie lyonnaise.
- Château Payen, situé sur les terres de la Greysolière, construit sous le Second Empire par l'architecte Frédéric Benoit pour les Payen, négociants en soierie. Louis Payen avait épousé Delphine Belmont.
- Les Bruyères, l'une des plus élégantes propriétés d'Écully, acquise par Sulpice Puy, soyeux sous l'Empire ; le château est reconstruit en 1877 par l'architecte Paul Benoit pour Paul Duringe (époux de Claudine Puy) dans un style néoclassique florentin. En 1912, la façade est embellie par l'architecte Roux-Meulien. Le baron Guy de Collongue, maire d'Écully de 1937 à 1971, marié avec Colette Duringe (fille d'une demoiselle Blanchet, des papeteries Blanchet dans l'Isère) posséda les Bruyères.
- Maison Magneval: belle demeure dans laquelle habitait à la belle saison Gabriel-Barthélemy de Magneval (1751-1821), député de Lyon[63]. La maison fut propriété de la famille Olphe-Galliard puis de PRogil. Elle est détruite après expropriation pour construire l'A6, la résidence et le parc des Hautefeuilles en 1970[64].
- Édifiée entre 1858 et 1861 par l'architecte Claude Benoît, la propriété des Laporte-Récamier[Note 14], située sur un mamelon de leur ancien domaine du Treuil. Le jardin à la française de celui-ci est donc comblé et des vignes sont arrachées pour permettre que soit tracée et plantée une grande allée et qu'une pièce d'eau soit creusée. Sur cet espace modifié, sont apportées de La Grande Claire, leur propriété de Vaise, une orangerie[Note 15] et l'entrée de la fameuse grotte avec sa vasque (édicule renaissance)[65].

#### Architecture sacrée et autres curiosités

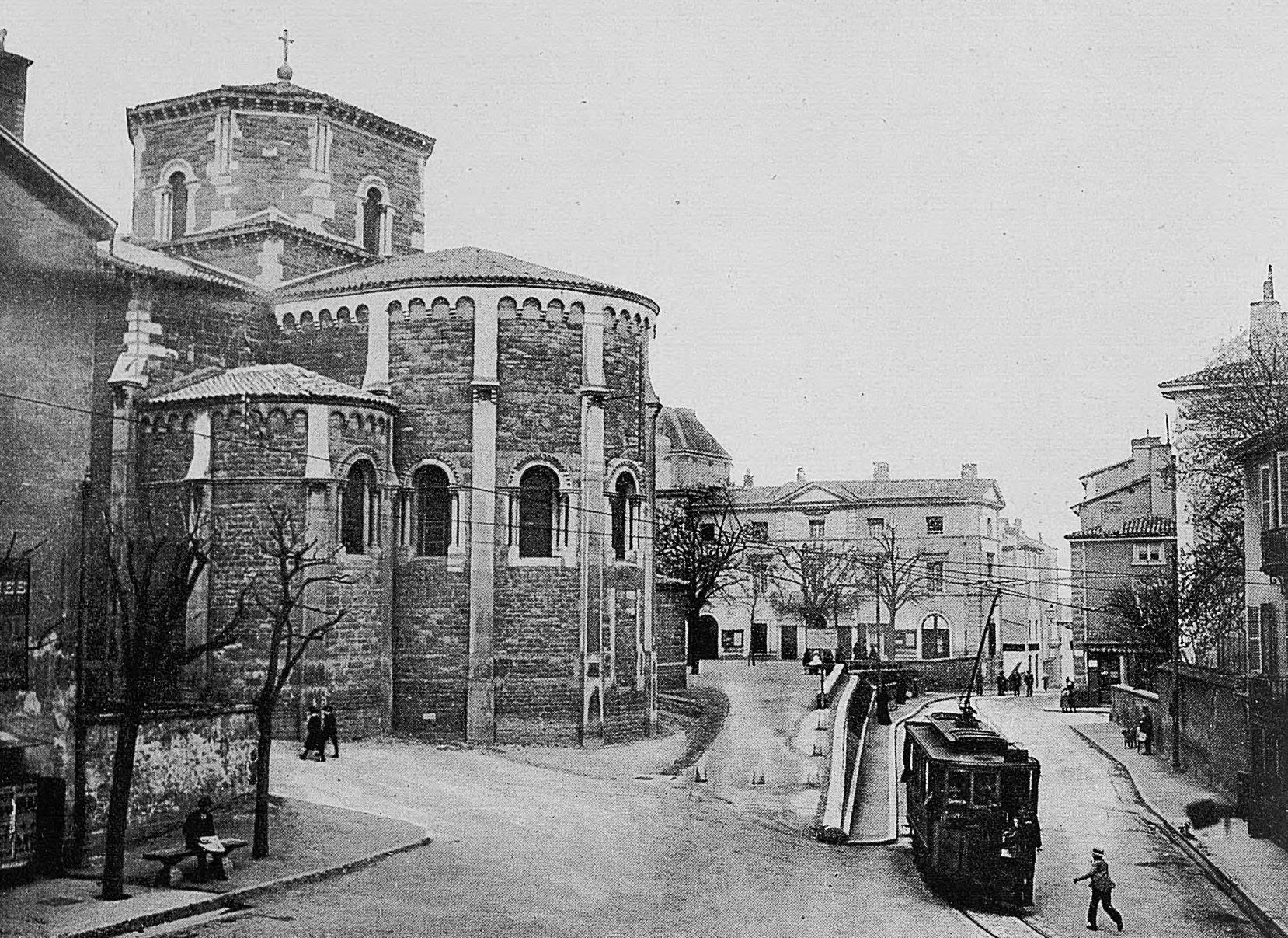
L'église Saint-Blaise et la mairie au début du XXe siècle.

- L'église Saint-Blaise : bien qu'abritant une inscription funéraire chrétienne du IVe siècle sous le porche, un bas-relief de l’an 1500 représentant la crucifixion, et des fonts baptismaux du XVIIe siècle, elle est reconstruite en style néo-roman en 1846 (date de la consécration officielle par Mgr de Bonald). Elle a remplacé l'église située au même endroit, construite en 1623, déjà dédiée à Saint-Blaise et qui avait elle-même pris la suite de celle édifiée après l'incendie de 1269.
- Des chapelles rurales.
- La borne de l’an VIII, placée en présence des représentants d’Écully et de Dardilly pour délimiter les deux communes.
- Les armes des Guerriers, famille consulaire lyonnaise qui pendant 200 ans fut au conseil des échevins de Lyon. Dans la niche près de la porte de leur demeure figurent leurs armes : « Trois têtes de lion arrachées en bande timbrées d’un heaume à cimier et lambrequins » (chemin des Bruyères).
- Le moulin de la seigneurie de Grange-Blanche du XVIIIe siècle.
- Le portail aux Lions, entrée de la Maison aux Lions.
- Le colombier du Randin, qui dépendait du castel de la Greysolière[66].